# Władimir Isaczenko
Władimir Nikołajewicz Isaczenko (ros. Владимир Николаевич Исаченко; ur. 27 grudnia 1982 w Temirtau) – kazachski strzelec specjalizujący się w strzelaniu z pistoletu, mistrz i wicemistrz Azji, medalista uniwersjady i igrzysk azjatyckich, dwukrotny olimpijczyk (Ateny, Rio de Janeiro).

## Życiorys
Kazach zaczął uprawiać sport w 1994 roku. Jest praworęczny, mierzy z broni prawym okiem.

## Przebieg kariery
W 2002 wystartował w rozgrywanych w Lahti mistrzostwach świata, na których jako junior otrzymał pięć medali – złoty medal w konkurencji pistolet dowolny 50 m i pistolet sportowy 25 m (drużynowo), jak również srebrny medal w konkurencji pistolet sportowy 25 m oraz pistolet standardowy 25 m (indywidualnie i drużynowo). Na igrzyskach azjatyckich w Pusan otrzymał drużynowo brązowy medal w konkurencji pistolet pneumatyczny 10 m.
Wystąpił w letnich igrzyskach olimpijskich w Atenach, na których wystąpił w dwóch konkurencjach. W konkurencji pistolet pneumatyczny 10 m uzyskał wynik 576 pkt i zajął 23. pozycję, natomiast w konkurencji pistolet dowolny 50 m uzyskał w eliminacjach wynik 561 pkt i awansował do finału, w którym z kolei uzyskał wynik 93,5 pkt plasujący go na 6. pozycji. W 2004 został także wicemistrzem Azji w konkurencji pistolet dowolny 50 m.
W 2006 otrzymał brązowy medal igrzysk azjatyckich w konkurencji pistolet standardowy 25 m. Natomiast rok później otrzymał na uniwersjadzie w Bangkoku srebrny medal w konkurencji pistolet standardowy 25 m (druż.) i brązowy medal w konkurencji pistolet szybkostrzelny 25 m (również drużynowo). Uczestniczył także w mistrzostwach świata rozgrywanych w Zagrzebiu, Monachium oraz Grenadzie, ale nie zdobył żadnego medalu. W 2013 roku został mistrzem Azji w konkurencji pistolet pneumatyczny 10 m.
W swym drugim olimpijskim występie, który miał miejsce w Rio de Janeiro, Kazach również wystąpił w dwóch konkurencjach. W konkurencji pistolet pneumatyczny 10 m zajął 23. pozycję z wynikiem 575 pkt osiągniętym w eliminacjach, a w konkurencji pistolet dowolny 50 m uzyskał w eliminacjach wynik 536 pkt i zajął 36. pozycję.